# Joop ter Beek
Adrianus Johannes ("Joop") ter Beek (Breda, 1 juni 1901 – Breda, 5 september 1934) was een Nederlands voetballer die als aanvaller speelde.
Ter Beek kwam uit voor NAC en speelde op de Olympische Zomerspelen in 1924 eenmaal in het Nederlands voetbalelftal als basisspeler in de na verlenging gewonnen wedstrijd tegen Ierland. Hij stierf op 33-jarige leeftijd.